# Olof Aschberg

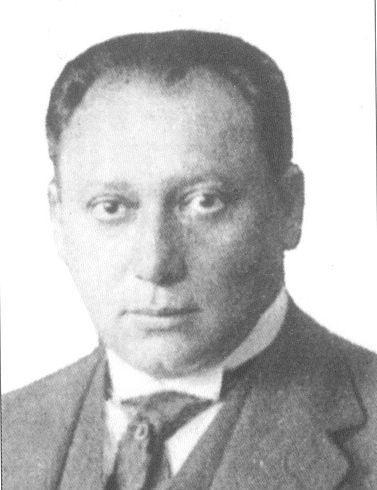
Olof Aschberg

Olof Aschberg (* 22. Juli 1877 in Stockholm, Schweden; † 21. April 1960 in Menton, Frankreich) war ein schwedischer Bankier.

## Leben
Aschbergs Eltern hießen Herman Asch und Rosa Schlossberg. Der Vater war ein russisch-jüdischer Einwanderer, der aus bescheidenen Verhältnissen es bis zum Besitz eines Ladens gebracht hatte. Olof erhielt eine kaufmännische Ausbildung in mehreren europäischen Städten wie Hamburg, London und Paris. Seine unternehmerische Karriere begann er im schwedischen Textilgeschäft. Aber schon bald wechselte er in die Finanzbranche.
Olof Aschberg war 1912 Gründer und Mehrheitseigentümer der schwedischen Genossenschaftsbank AB Nya Banken. Er blieb bis 1918 deren Bankdirektor. Mit seinen hervorragenden Kontakten zum russischen Finanzminister Pjotr Bark (1869–1937) konnte er als dessen Repräsentant in den USA erfolgreich eine Anleihe des Zarenreiches in Höhe von 50 Millionen Dollar platzieren. Schwierigkeiten mit den Alliierten gab es 1918 wegen für das Deutsche Kaiserreich günstigen Finanztransaktionen und man nannte die Bank um in Svensk Ekonomiebolaget.
Aschbergs Sympathien galten den Bolschewiki. Er traf im Januar 1918 in Petrograd deren Wirtschaftsexperten Broński, Pjatakow sowie Menschinski, und musste Broński doch für einen Neuling in Wirtschaftsangelegenheiten halten, als dieser dem Bankier vom Beschluss der Nichtanerkennung aller russischen Auslandsschulden berichtete und auf dessen Warnung vor dem Verlust jeglicher internationaler Kreditwürdigkeit mit unbekümmertem Gelächter antwortete. Er unterstützte die Revolution und in den Anfangsjahren die neue russischen Regierung finanziell. Zu diesem Zweck gründete er die Garantie- und Kreditbank für den Osten in Berlin. Aschberg war ebenfalls Berater von Aaron Scheinmann (1886–1944), dem Präsidenten der Zentralbank der Sowjetunion. Er wurde Vorstandsvorsitzender der Russischen Handelsbank, die zur Unterstützung der Arbeit der russischen Regierung mit Finanzinvestoren im Ausland gegründet wurde.

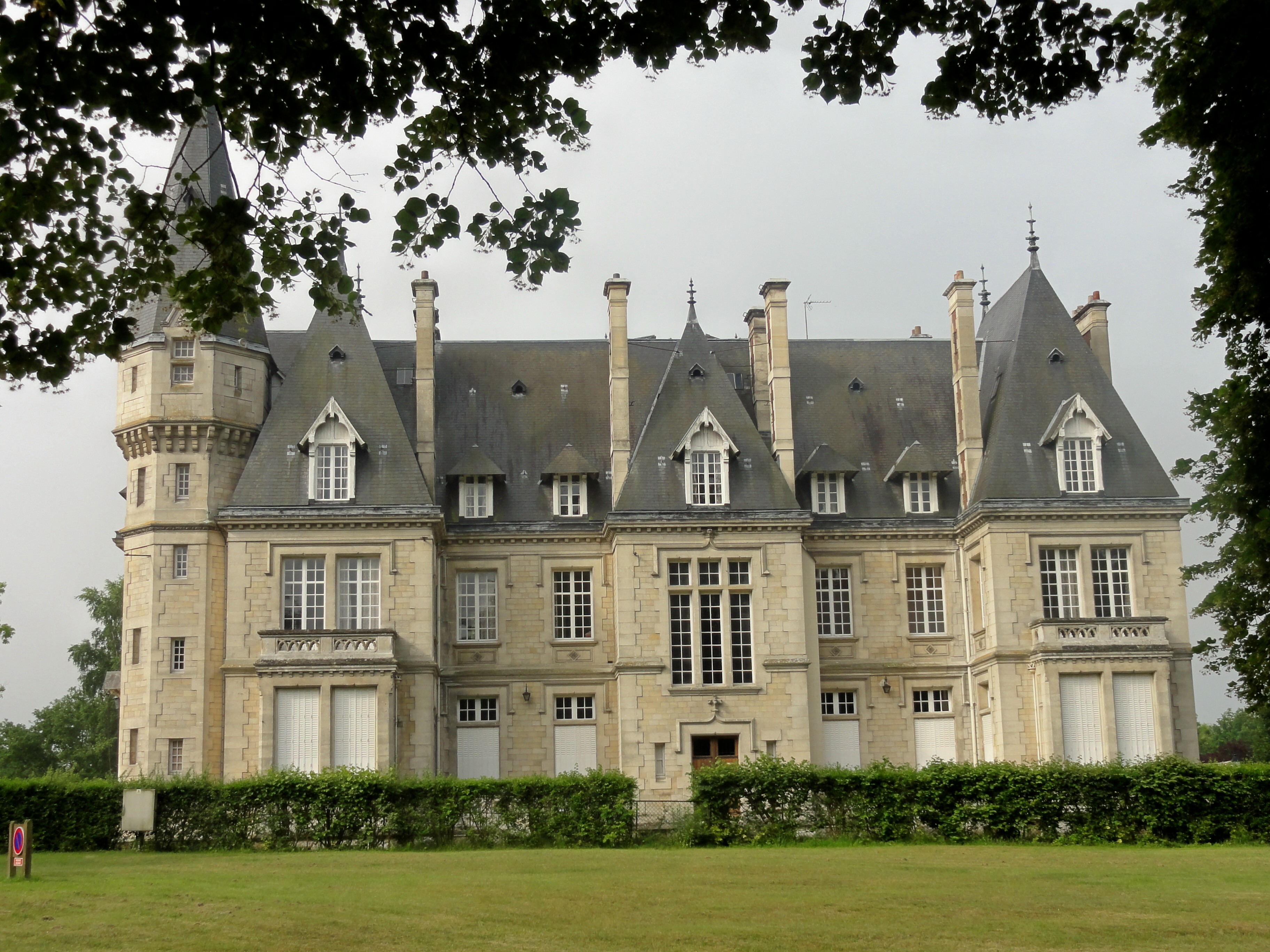
Das 1936 erworbene Château de la Brevière

Mit seiner Frau Rosa „Siri“ Aschberg (geborene Kugelberg, 1891–1965) nahm er 1926 Frankreich als Wohnsitz, kaufte das nahe Paris gelegene Château du Bois du Rocher in Jouy-en-Josas und betrieb dort weiter das Bankgeschäft. Nach der Nazis Machtergreifung kaufte Aschberg 1936 das Château de la Brevière in Compiègne und brachte dort Emigranten unter, mit dabei Heinrich Mann, Lion Feuchtwanger und Anna Seghers. Während des Spanischen Bürgerkriegs beherbergten sie dort Kinder deutscher und spanischer Flüchtlinge.
Er wurde Mehrheitseigner der Société Pathé Frères, einer der damals größten Filmgesellschaften.
Als Freund von Willi Münzenberg war er auch ein Finanzier von dessen Zeitungsprojekten. Schon 1917 war er ihm begegnet, als jener zur Internationalen Jugendkonferenz nach Stockholm kam. Münzenberg wurde später Leiter der Agitprop-Abteilung der Komintern, bei der Aschberg die Rolle des „Finanzministers“ innehatte. Während des Spanischen Bürgerkriegs half er bei der Finanzierung der Volksfront. Die häufigen Kontakte mit Münzenberg fanden in Aschbergs Pariser Stadthaus am Casimir-Périer-Platz statt und Münzenberg erhielt die Mittel für den Start der politischen Wochenzeitung Die Zunkunft.
Mit Ausbruch des Zweiten Weltkriegs wurde Aschberg von den französischen Behörden im Camp du Vernet interniert. Als Jude geriet er 1940 nach dem Einmarsch der Deutschen in Frankreich in Gefahr und er floh im Januar 1941 mit seiner Familie über Lissabon in die Vereinigten Staaten, nachdem die Vichy-Regierung ihn freigelassen hatte. Voraussetzung für die Freilassung war die Übergabe seiner Pathé-Anteile an den französischen Staat.
Eine erste Aktion in den USA war die Unterstützung der Free World Association, von der das Monatsmagazin Free World herausgegeben wurde. Nach Schweden zurückgekehrt, begann er 1946 mit der Veröffentlichung seiner Memoiren und er lud Margarete Buber-Neumann ein, dort ihre Autobiographie zu schreiben. Sein Château du Bois du Rocher wurde 1950 der UNESCO angeboten und anschließend dem Département Yvelines verkauft.

## Aschberg Ikonen Sammlung
Eine Sammlung von 245 russischer Ikonen plus ca. 30 (seit 1953), eine der größten Sammlungen außerhalb der Sowjetunion, geht auf seine Schenkung im Jahre 1933 an das Schwedische Nationalmuseum in Stockholm zurück. Nach eigenen Angaben hatte Aschberg die Ikonen auf Flohmärkten zusammengekauft.

## Werke
- Den ryska revolutionen och vad vi skola lära därav, 1918
- En vandrande jude från Glasbruksgatan, 1946
- Återkomst: memoarer II., 1947
- Gästboken, 1955
- Gryningen till en ny tid: ur mina memoarer, 1961